# Carol Davila

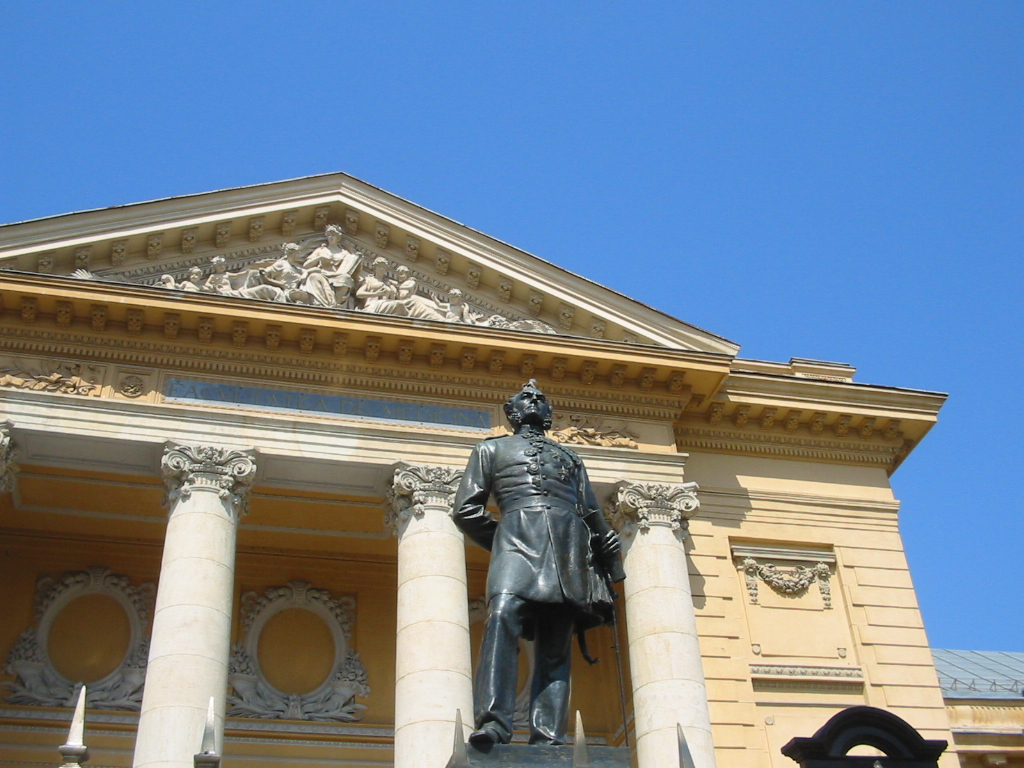
Statuia dr. Carol Davila din fața Universității de Medicină din București

Carol Davila, pe numele de naștere Carlo Antonio Francesco d’Avila (în franceză Charles d'Avila) (n. 1828, Parma, Ducatul Parmei – d. 24 august 1884, București, România) a fost un medic și farmacist român, de origine franceză, născut în Italia, cu studii în Germania și Franța. A fost ales post-mortem membru al Academiei Române (2003).

## Biografie
A urmat cursurile Facultatea de Medicină din Paris, pe care a absolvit-o în februarie 1853.
A sosit în Țara Românească în data de 13 martie 1853, la nici 25 de ani, după ce și-a dat doctoratul la Paris și după ce a ajutat la stingerea epidemiei de holeră din 1849, în Champagne și Cher. Ar fi trebuit să stea în Țara Românească doar 3 ani, dar a rămas până la sfârșitul vieții sale. A venit încă din 1853 la București, invitat fiind de domnul Barbu Știrbei pentru a organiza serviciul sanitar. A contribuit fundamental la organizarea învățământului medical din România. A fost profesor de chimie la Universitatea din București. În 1860 a fost ridicat la rangul de general. A organizat serviciul românesc de ambulanțe, care s-a distins apoi în timpul Războiului de Independență.
A modelat viața medicală sub trei domnitori, dintre care doi i-au devenit prieteni. În București, la sosire, l-a impresionat pe domnitorul Barbu Știrbei când s-a prezentat după trei zile cu rezultatele unei prime inspecții sanitare și cu proiecte de reformă.
Al doilea domnitor pe care l-a câștigat Davila de partea lui a fost Alexandru Ioan Cuza. Azilului său de orfane, întemeiat la București, i-a dat numele de Elena Doamna, după soția lui Cuza. De acest azil s-a ocupat îndeaproape și Regina Elisabeta. Al treilea domnitor a fost Carol, sub a cărui protecție și-a desăvârșit în cea mai mare măsură opera.

### Viața de familie
O legendă, lansată de Sabina Cantacuzino, care circula în București în jurul lui Carol Davila, l-a socotit ca fiind fiul natural al lui Franz Liszt și al contesei d'Agout.
În realitate, el fusese primit de doamna d’Agoult în timpul studiilor sale la Paris. În acea perioadă, doctorul plănuia să o ceară în căsătorie pe Blanchine Liszt, căreia contesa îi era mamă. Aceasta din urmă, fără să-l descurajeze, nu ascunse dificultățile din calea realizării acestui proiect, căruia Liszt i s-ar fi opus. Carol Davila făcuse o impresie excelentă contesei, căreia i se părea de o naturalețe fermecătoare și cu un spirit deschis. Prima sa soție a fost, însă, Maria Marsille, fiica unui medic francez (Alphonse Constant Marsille) și a unei boieroaice din Țara Românească. Ea s-a stins din viață în martie 1860 (în vârstă de 24 de ani), după doar un an de căsătorie, la nașterea unui copil. La 30 aprilie 1861 s-a căsătorit cu Ana Racoviță, nepoata Goleștilor, o frumusețe brunetă, suplă, cu trăsături nobile.
În februarie 1862 s-a născut primul copil, Alexandru, viitorul scriitor și om de teatru. Au urmat două fete, Elena, (viitoarea Elena Perticari), Zoe (căsătorită Cuțarida) și încă un băiat, Pia (Carol Nicolae Davila).
Ana a devenit colaboratoarea de nădejde a soțului ei, o adevărată parteneră de muncă și sacrificii.

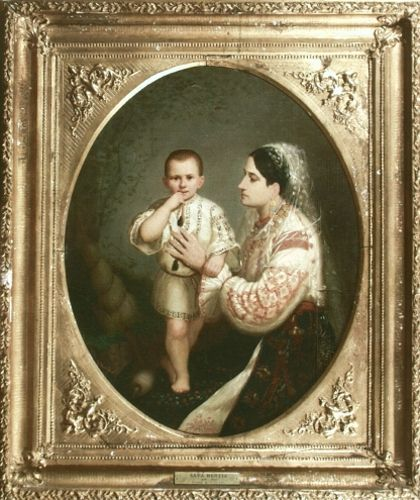
Ana Davila cu fiul (Sava Henția)
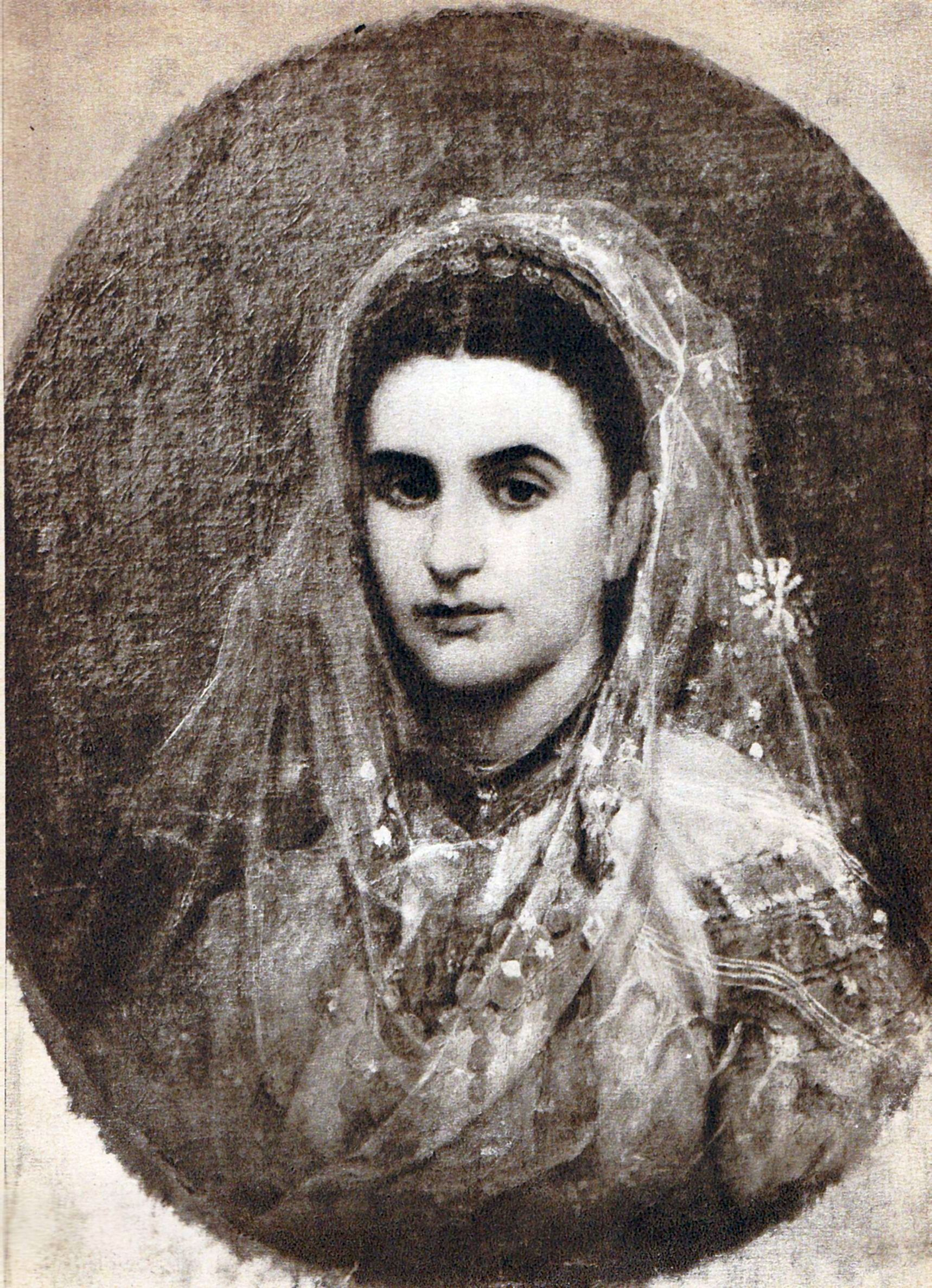
Ana Davila (Sava Henția)
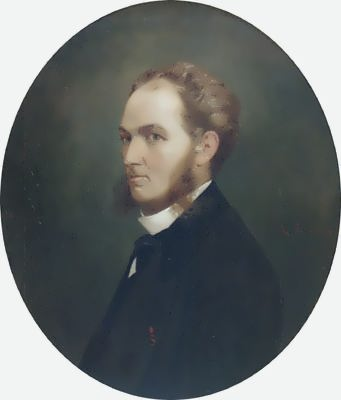
Medicul Carol Davila, portret de Theodor Aman

### Sănătate
Davila a avut, încă de la sosire, mari probleme de sănătate. Din cauza primei lui locuințe întunecoase și umede, de pe cheiul gârlei, Dâmbovița, tânărul a făcut reumatism și, cu timpul, acesta a dus la pareza unui braț pe care l-a ținut adesea îndoit la spate. În 1865, după ce a inspectat închisoarea de la Telega și a consultat deopotrivă soldați și pușcăriași, a făcut tifos. În timpul Războiului de Independență din 1877 a făcut un antrax infecțios în regiunea cefei, care a trebuit să fie operat de urgență. De asemenea, a avut o furunculoză generală și crize de sciatică, ceea ce l-a determinat să umble în baston.

### Reforme, activitate

Bustul generalului Carol Davila - Sculptură de Constantin Brâncuși din 1903, expusă din 1912 în curtea Spitalului Militar Central din București
Este declarat monument istoric și este înscris în Lista monumentelor istorice din București cu codul LMI B-III-m-B-20024.

A construit, din aproape în aproape, un sistem medical pe care l-a implementat cu succes în serviciul sanitar militar și civil. În 1855 a înființat o școală de felceri iar în 1856 o școală secundară de chirurgie cu program școlar teoretic-liceal și sanitar-militar. Când adversarii filoruși au făcut demersuri pentru închiderea școlii, Davila s-a adresat guvernului francez, care s-a obligat să o mențină pe cheltuiala lui. Abia atunci caimacamul Alexandru Dimitrie Ghica a dat un opis domnesc pentru menținerea tinerei instituții, pe care Davila a transformat-o curând în "Școala națională de medicină și farmacie".
După 10 ani, în 1869, a înființat Facultatea de Medicină. Între timp, Davila a întemeiat învățământul farmaceutic și pe cel veterinar, a fondat numeroase societăți și reviste de specialitate (între care Asociația medicilor români, Monitorul medical, Gazeta spitalelor), a organizat conferințe medicale și a ținut prelegeri cu demonstrații experimentale la Sfântu Sava. A înființat împreună cu horticultorul austriac Ulrich Hoffmann, Grădina botanică din București și a introdus concursurile medicale și stagiile obligatorii în spitale.
În 1861 a creat primul azil de orfane. Aceste 40 de fete  au fost la început cazate în propria lui casă, iar mai apoi a fost realizată o clădire nouă, având donații importante din partea Elenei Cuza și a altor persoane binevoitoare. La puțin timp a înființat și un orfelinat de băieți. Cât timp a trăit Davila, a funcționat și o școală de surdo-muți, cu atelier de tâmplărie și sculptură. Împreună cu farmacistul Hepites, a pus bazele farmaciei române. Tot ideea lui a fost introducerea consultațiilor gratuite în spitale, pentru bolnavii săraci.
A eradicat în diferite regiuni ale țării epidemii grave, a călătorit și a inspectat spitale, a participat la Expoziția universală de la Viena din 1873 cu un compartiment medical al României, a avut grijă de copiii orfani.
Pe cheltuiala lui s-a editat culegerea de poezii populare a lui Alecsandri, pe care Davila, mare iubitor de folclor, a dat-o premiu elevilor și elevelor din școliile sale.
La 4 iunie 1864, s-a făcut un prim pas în recunoașterea oficială a patriotismului "străinului" față de noua lui țară și, la Camera Deputaților, s-a propus acordarea cetățeniei române. Totuși, faptul s-a împlinit abia după venirea lui Carol I printr-un decret-lege semnat chiar de el, la 31 mai 1868.
Datorită lui, serviciul ambulanțelor militare și al trenurilor sanitare a fost pregătit din timp și sute de vieți au fost salvate, iar 13.000 de bolnavi și răniți au primit îngrijiri. A primit decorații și de la români și de la turci. Principele Carol i-a telegrafiat Reginei Elisabeta : Davila e pretutindeni unde ai nevoie de el. Colegii l-au invidiat și, a spus dr. Zaharia Petrescu, fost elev al Școlii de Medicină, i-au iertat cu greu "extrema distincție, eleganța și naturalul manierelor, farmecul conversației, felul spiritual, vesel și plin de duh în care istorisea, ca și bogăția instrucției". În 1870, în timpul războiului franco-prusac a plecat în Franța cu un proiect nobil de a organiza o ambulanță cu concursul elevilor români din Paris și de a se consacra în ajutorul victimelor războiului.
La 5 mai 1874 a fost propus pentru inițiere în francmasonerie, în loja bucureșteană "Înțelepții din Heliopolis", devenind astfel un "frate" multor personalități din cultura și politica României de atunci.

### Sfârșitul
La 13 ianuarie 1874, soția sa moare după ce un confrate i-a dat stricnină în loc de chinină. Rămas văduv, cu patru copii, Davila a continuat să muncească cu și mai multă îndârjire, până la moarte, adică până la 24 august 1884. A făcut parte din caracterele mari ale secolului și a încercat să formeze caracter și la elevii săi. Elevii săi au fost trimiși la marile facultăți din Europa: Paris, Roma, Berlin și Viena și s-au întors doctori în medicină. Ulterior, au devenit profesori la facultatea înființată la București. "Ne recomanda să fim cinstiți și să nu ne lăsăm mituiți." spuneau foștii săi elevi. Pe cartea sa de vizită nu era scris decât un singur cuvânt: DAVILA. Era suficient pentru toată lumea.
La solicitarea Ministerului de Război, Constantin Brâncuși a executat un bust din bronz al generalului Carol Davila, pentru a fi amplasată în curtea Spitalului Militar Central.

### Recunoaștere
La inițiativa dr. Mioara Mincu  și a Confederației Naționale a Femeilor din România, generalul a fost numit membru post mortem al Academiei Române . 
Importanța meritelor generalului în punerea bazelor medicinei moderne din România, este recunoscută și prin faptul că unele dintre cele mai importante instituții de sănătate îi poartă numele, precum Universitatea de Medicină și Farmacie "Carol Davila", Spitalul Universitar de Urgențe Militar Central "Dr. Carol Davila", Școala Postliceală Sanitară "Carol Davila" ș.a.